# Puc, Kostel
Puc este o localitate din comuna Kostel, Slovenia.